# Società Sportiva Lazio 1926-1927
Questa voce raccoglie le informazioni riguardanti la Società Sportiva Lazio nelle competizioni ufficiali della stagione 1926-1927.

## Stagione
La Lazio nella stagione 1926-1927 ha partecipato al campionato di Prima Divisione, girone D e classificandosi al primo posto con 30 punti viene promossa in Divisione Nazionale. Nel girone finale per l'assegnazione del titolo di Prima Divisione si classifica al terzo posto con 5 punti, gli stessi della Reggiana.

## Organigramma societario
Area direttiva
- Presidente: Riccardo Barisonzo

Area tecnica
- Allenatore: Jenő Löwy[1]

## Rosa
| N. |                     | Ruolo | Calciatore           |
| -- | ------------------- | ----- | -------------------- |
|    | Italia (bandiera)   | P     | Bruno Niccolini      |
|    | Italia (bandiera)   | P     | Ezio Sclavi          |
|    | Italia (bandiera)   | D     | Bruno Finesi         |
|    | Italia (bandiera)   | D     | Augusto Parboni      |
|    | Italia (bandiera)   | D     | Luigi Saraceni II    |
|    | Italia (bandiera)   | D     | Umberto Zannelli     |
|    | Italia (bandiera)   | C     | Manrico Berti        |
|    | Italia (bandiera)   | C     | Giovanni Fiorini     |
|    | Italia (bandiera)   | C     | Olindo Galli         |
|    | Ungheria (bandiera) | C     | Jenő Löwy (capitano) |

| N. |                   | Ruolo | Calciatore         |
| -- | ----------------- | ----- | ------------------ |
|    | Italia (bandiera) | C     | Carlo Nesi         |
|    | Italia (bandiera) | C     | Odoacre Pardini    |
|    | Italia (bandiera) | A     | Ugo Ciabattini     |
|    | Italia (bandiera) | A     | Luigi Desideri     |
|    | Italia (bandiera) | A     | Dante Filippi      |
|    | Italia (bandiera) | A     | Aldo Fraschetti    |
|    | Italia (bandiera) | A     | Luciani            |
|    | Italia (bandiera) | A     | Giorgio Okely I    |
|    | Italia (bandiera) | A     | Riccardo Okely III |
|    | Italia (bandiera) | A     | Gino Ottier        |

## Calciomercato
| Acquisti | Acquisti        | Acquisti       | Acquisti   |
| R.       | Nome            | da             | Modalità   |
| -------- | --------------- | -------------- | ---------- |
| P        | Ezio Sclavi     | Juventus       | definitivo |
| C        | Jenő Löwy       | Libertas Lucca | definitivo |
| C        | Odoacre Pardini | Libertas Lucca | definitivo |

| Cessioni | Cessioni          | Cessioni | Cessioni      |
| R.       | Nome              | a        | Modalità      |
| -------- | ----------------- | -------- | ------------- |
| P        | Remo Alessandri   |          | fine carriera |
| A        | Fulvio Bernardini | Inter    | definitivo    |
| A        | Guido Perroni     | ???      | definitivo    |
| A        | Augusto Rea       | ???      | definitivo    |
| A        | Quinto Rosso      | Genoa    | definitivo    |

## Risultati

### Prima Divisione

#### Girone di andata
| Arbitro: | Medica (Bologna) |

|           |           |  |
| Galli 75’ | Marcatori |  |

| Arbitro: | Galli (Bologna) |

|             |           |                                 |
| Maselli 10’ | Marcatori | 3’, 71’, 89’ Ottier 26’ Fiorini |

| Arbitro: | Essinger (Pisa) |

|                             |           |  |
| Fiorini 4’, 51’ Okely I 53’ | Marcatori |  |

| Arbitro: | Salvadori (Roma) |

|                        |           |             |
| Invorio 40’ Kargus 75’ | Marcatori | 25’ Parboni |

| Arbitro: | Bresciani (Genova) |

|                            |           |              |
| Okely I 21’ Fraschetti 22’ | Marcatori | 67’ De Marzo |

| Arbitro: | De Rensis (Genova) |

|          |           |                            |
| Poli 80’ | Marcatori | 69’ Fraschetti 75’ Filippi |

| Arbitro: | Caironi (Milano) |

|             |           |  |
| Pardini 12’ | Marcatori |  |

| Arbitro: | Castellano |

|                         |           |            |
| Filippi 14’ Parboni 39’ | Marcatori | 40’ Nebbia |

| Arbitro: | Turbiani (Ferrara) |

|  |           |                 |
|  | Marcatori | 60’, 75’ Ottier |

#### Girone di ritorno
| Arbitro: | Terreri (Prato) |

|                |           |              |
| De Lorenzo 15’ | Marcatori | Löwy Pardini |

| Arbitro: | Magliulo (Livorno) |

|                  |           |  |
| Filippi 31’, 40’ | Marcatori |  |

| Palermo 2 gennaio 1927 12ª giornata | Palermo | 0 – 2 A tav. | Lazio | Stadio Ranchibile |

| Arbitro: | Ferro (Milano) |

|                         |           |  |
| Filippi 30’ Pardini 57’ | Marcatori |  |

| Arbitro: | Actis (Torino) |

|                          |           |             |
| Tomesko 44’ De Marzo 83’ | Marcatori | 24’ Filippi |

| Arbitro: | Magliulo (Livorno) |

|                         |           |            |
| Pardini 19’ Filippi 55’ | Marcatori | 5’ Brescia |

| Arbitro: | Pinasco (Genova) |

|              |           |  |
| Rastelli 40’ | Marcatori |  |

| Arbitro: | Guarnieri (Milano) |

|  |           |                                   |
|  | Marcatori | 25’ (rig.) Löwy 53’ (aut.) Liberi |

| Arbitro: | Scarpi (Dolo) |

|                    |           |  |
| Löwy 9’ Ottier 19’ | Marcatori |  |

#### Girone finale
Il girone finale fu giocato dalle squadre vincitrici dei quattro gironi della Prima Divisione al solo scopo di decretare la squadra vincitrice del titolo di campione della categoria
| Arbitro: | Osti (Ferrara) |

|                                      |           |                          |
| Filippi 8’ Ciabattini 20’ Ottier 23’ | Marcatori | 13’ Reguzzoni 43’ Crosta |

| Arbitro: | Bortoletti (Venezia) |

|                               |           |          |
| Aigotti 25’ Vacondio 44’, 75’ | Marcatori | 6’ Galli |

| Arbitro: | Berti (Genova) |

|                   |           |                      |
| Okely III 5’, 83’ | Marcatori | 9’ Rosina 60’ Crotti |

| Arbitro: | Caironi (Milano) |

|                  |           |  |
| Filippi 30’, 66’ | Marcatori |  |

| Arbitro: | Dani (Genova) |

|                                 |           |                            |
| Corengia 10’ Reguzzoni 61’, 85’ | Marcatori | 35’ Pardini 80’ Ciabattini |

| Arbitro: | Lertua (Tivoli) |

|                                                                             |           |                     |
| Zanni 7’ Crotti 16’, 64’ Rosina 22’ Reynaudi 27’, 31’, 48’ Marucco 32’, 55’ | Marcatori | 30’ (aut.) Ragaglia |

## Statistiche

### Statistiche di squadra
| Competizione                    | Punti | In casa | In casa | In casa | In casa | In casa | In casa | In trasferta | In trasferta | In trasferta | In trasferta | In trasferta | In trasferta | Totale | Totale | Totale | Totale | Totale | Totale | DR  |
| Competizione                    | Punti | G       | V       | N       | P       | Gf      | Gs      | G            | V            | N            | P            | Gf           | Gs           | G      | V      | N      | P      | Gf     | Gs     | DR  |
| ------------------------------- | ----- | ------- | ------- | ------- | ------- | ------- | ------- | ------------ | ------------ | ------------ | ------------ | ------------ | ------------ | ------ | ------ | ------ | ------ | ------ | ------ | --- |
| Prima Divisione (girone D)      | 30    | 9       | 9       | 0       | 0       | 17      | 3       | 9            | 6            | 0            | 3            | 17           | 8            | 18     | 15     | 0      | 3      | 34     | 11     | +23 |
| Prima Divisione (girone finale) | 5     | 3       | 2       | 1       | 0       | 7       | 4       | 3            | 0            | 0            | 3            | 4            | 15           | 6      | 2      | 1      | 3      | 11     | 19     | -8  |
| Totale                          |       | 12      | 11      | 1       | 0       | 24      | 7       | 12           | 6            | 0            | 6            | 21           | 23           | 24     | 17     | 1      | 6      | 45     | 30     | +15 |

### Statistiche dei giocatori
Nel conteggio delle reti realizzate si aggiungano una autorete e due reti assegnate a tavolino nel Campionato e una autorete nel Girone Finale.
| Giocatore           | Prima Divisione | Prima Divisione | Girone Finale | Girone Finale | Totale   | Totale |
| Giocatore           | Presenze        | Reti            | Presenze      | Reti          | Presenze | Reti   |
| ------------------- | --------------- | --------------- | ------------- | ------------- | -------- | ------ |
| M. Berti-Luciani II | 9               | 0               | 5             | 0             | 14       | 0      |
| U. Ciabattini       | 6               | 0               | 6             | 2             | 12       | 2      |
| L. Desideri         | -               | -               | 2             | 0             | 2        | 0      |
| D. Filippi          | 15              | 7               | 5             | 4             | 20       | 11     |
| G. Fiorini          | 14              | 3               | 3             | 0             | 17       | 3      |
| A. Fraschetti       | 8               | 2               | -             | -             | 8        | 2      |
| O. Galli            | 11              | 1               | 5             | 1             | 16       | 2      |
| J. Löwy             | 17              | 4               | 6             | 0             | 23       | 4      |
| Luciani             | 4               | 0               | -             | -             | 4        | 0      |
| C. Nesi             | 12              | 0               | 3             | 0             | 15       | 0      |
| B. Nicolini         | 1               | -0              | -             | -             | 1        | -0     |
| G. Okely I          | 3               | 2               | -             | -             | 3        | 2      |
| R. Okely III        | 10              | 0               | 4-            | 2             | 14       | 2      |
| G. Ottier           | 16              | 6               | 6             | 1             | 22       | 7      |
| A. Parboni          | 2               | 2               | -             | -             | 2        | 2      |
| O. Pardini          | 8               | 4               | 3             | 0             | 11       | 4      |
| L. Saraceni II      | 17              | 0               | 6             | 0             | 23       | 0      |
| E. Sclavi           | 17              | -11             | 6             | -19           | 23       | -30    |
| U. Zannelli         | 17              | 0               | 6             | 0             | 23       | 0      |